# Цедник, Хайнц
Хайнц Цедник (нем. Heinz Zednik, род. 21 февраля 1940, Вена) — австрийский оперный певец (характерный тенор), режиссёр и исполнитель песен жанра Wienerlied. Дважды лауреат премии «Грэмми» (в 1982 и 1990 годах), ещё четырежды (в 1987, 1989, 1992 и 1994 годах) был на неё номинирован.

## Ранние годы
Хайнц Цедник родился 21 февраля 1940 года в Вене, он был единственным ребёнком в семье. Профессионально его родители никак не были связаны с театром, но часто посещали спектакли, концерты и песенные вечера. Именно благодаря отцу и матери он познакомился с жанром Wienerlied. Однако родители развелись, когда ему было девять. Цедник остался с отцом, который хотел, чтобы сын выучился изготовлению шляп. Музыкальное образование Цедник получил в Венской консерватории, финансировать своё обучение ему пришлось самостоятельно.

## Начало певческой карьеры
Его отец неожиданно скончался, когда Цеднику было двадцать три года. После смерти отца имел место «незаметный», по выражению Цедника, конфликт с мачехой; вскоре Цедник уехал в Грац, где его уже ожидал ангажемент. Его дебют на оперной сцене состоялся в 1964 году, где он исполнил партию маэстро Трабуко в «Силе судьбы», а уже в 1965 году его приняли в труппу Венской государственной оперы. По его воспоминаниям, он не сразу решился согласиться на предложение из Вены и покинуть оперу Граца. 
В Венской государственной опере он в течение последующих пятидесяти лет исполнил свыше сотни ролей, в 1980 году был удостоен звания каммерзенгера, а в 1994 году — звания почётного члена труппы. 
В 1970 году, исполнив партии четвёртого пажа в «Парсифале» и торговца пряностями Ульриха Эйслингера в «Нюрнбергских мейстерзингерах», дебютировал на Байройтском фестивале, в котором участвовал в течение последующих десяти лет в нескольких спектаклях в год.

## «Кольцо столетия»
Цедник исполнил партии Логе («Золото Рейна») и Миме («Зигфрид») во всех представлениях новаторской постановки «Кольца нибелунга», созданной Патрисом Шеро (режиссура) и Пьером Булезом (музыкальное руководство) — так называемого «Кольца столетия», Jahrhundertring, приуроченного к столетнему юбилею оперного цикла и шедшего на Байройтском фестивале в 1976—1980 гг. Хотя изначально постановка вызвала бурю возмущения, уже спустя четыре года утверждалось, что она «указывает путь к новому пониманию Вагнера», и заключительная серия спектаклей Jahrhundertring была записана на видео и затем транслирована по телевидению. В интерпретации Шеро на первый план выведен политическо-экономический подтекст «Кольца» и предложены неординарные на тот момент трактовки героев: в частности, Миме, персонаж Цедника, выведен в «Зигфриде» не злодеем, а жертвой той системы, по которой вынуждено жить общество. 
Критики очень высоко оценили выступление Цедника в Jahrhundertring. Упоминалось, в частности, что оперу «Зигфрид» с его участием стоит переименовать в «Миме». Гораздо более поздние отзывы на видеозапись постановки также солидарны с этим мнением, так, в написанной в 2020 году рецензии утверждается, что «Миме самый поразительный — и полностью продуманный — персонаж в этом „Зигфриде“. Это был мастер-класс — видеть и слышать монолог Хайнца Цедника в первом акте». Запись «Кольца нибелунга» с Байройтского фестиваля под музыкальным руководством Булеза и с участием Цедника получила «Грэмми» в 1983 году.

## Дальнейшая карьера
В 1981 году Цедник дебютировал на Зальцбургском фестивале в партии Бардольфа в опере «Фальстаф». В дальнейшем он четырнадцать раз участвовал в фестивале, в том числе был занят в более чем десяти оперных постановках (включая постановку «Лулу», в которой он исполнил партии принца и камердинера в 2010 году в возрасте 70 лет), дал четыре сольных концерта.
В 1981 году также состоялся дебют Цедника в Метрополитен-опере (роль Миме в «Золоте Рейна»). По словам автора рецензии в Daily News, «нибелунги [Альберих и Миме] затмили в спектакле всех». Впоследствии Цедник исполнил роль Миме в спектаклях «Кольца нибелунга» в постановке Отто Шенка, охарактеризованной как «лучшее достижение десятилетия для Метрополитен-оперы и её художественного руководителя». В 1990 году состоялась видеотрансляция этой постановки, с участием в том числе Цедника, на Public Broadcasting Service с комментариями Ф. Мюррея Абрахама — на тот момент наиболее масштабная оперная трансляция в истории американского телевидения.  За запись «Золота Рейна», подготовленную под руководством Джеймса Левайна, Цедник и получил свою вторую «Грэмми».
В 1995 году был награждён Австрийским почётным крестом «За науку и искусство» I класса.

## Другие интересы
Цедник также проявил себя как театральный режиссёр. Его постановка оперетты «Летучая мышь» в Новом национальном театре Токио, в декорациях и костюмах которой сочетаются как традиционные европейские, так и японские элементы, пользуется большим успехом у публики и является одним из наиболее часто повторяемых спектаклей театра. «Летучая мышь» в его режиссуре присутствует и в репертуаре Венской народной оперы. Сам он не считает себя режиссёром в полной мере, утверждая, что занялся «Летучей мышью» чисто для удовольствия, а бо́льшая заслуга в развитии постановки принадлежит музыкальным руководителям.
Трижды Цедник выдвигал свою кандидатуру на пост директора Венской народной оперы, однако не был утверждён на эту должность. Впоследствии он сказал, что не жалеет об этом, так как понял, что он бы не справился с этой работой. 
В 2007 году Цедник издал воспоминания «Моя оперная жизнь» (нем. Mein Opernleben). Среди его хобби – чтение, готовка и игра в теннис; он очень любит путешествия.